# Maddison Pearman
Maddison Pearman (ur. 23 stycznia 1996 w Ponoka) – kanadyjska łyżwiarka szybka, złota medalistka mistrzostw świata.

## Kariera
Na mistrzostwach świata na dystansach w Calgary w 2024 zdobyła złoty medal w sprincie drużynowym. Na tej samej imprezie zajęła szesnaste miejsce w biegu na 1000 m.
Wywalczyła złoto w sprincie drużynowym i srebro w biegu drużynowym na mistrzostwach czterech kontynentów w Milwaukee (2020). Następnie zwyciężyła w biegu drużynowym na mistrzostwach czterech kontynentów w Quebecu (2023), a na mistrzostwach czterech kontynentów w Calgary (2024) była trzecia w sprincie drużynowym.
Wystartowała na igrzyskach olimpijskich w Pekinie w 2022, zajmując 26. miejsce w biegu na 1000 m i 24. na 1500 m.